# Isabella M. Weber
Isabella Maria Weber (1987, Nürnberg) es una economista alemana, catedrática de economía en la Universidad de Massachusetts Amherst y directora de investigación sobre la economía de China en el Instituto de Investigación de Economía Política. Su actividad se centra en la economía política de China, el comercio internacional, la historia del pensamiento económico y la teoría monetaria y de precios.

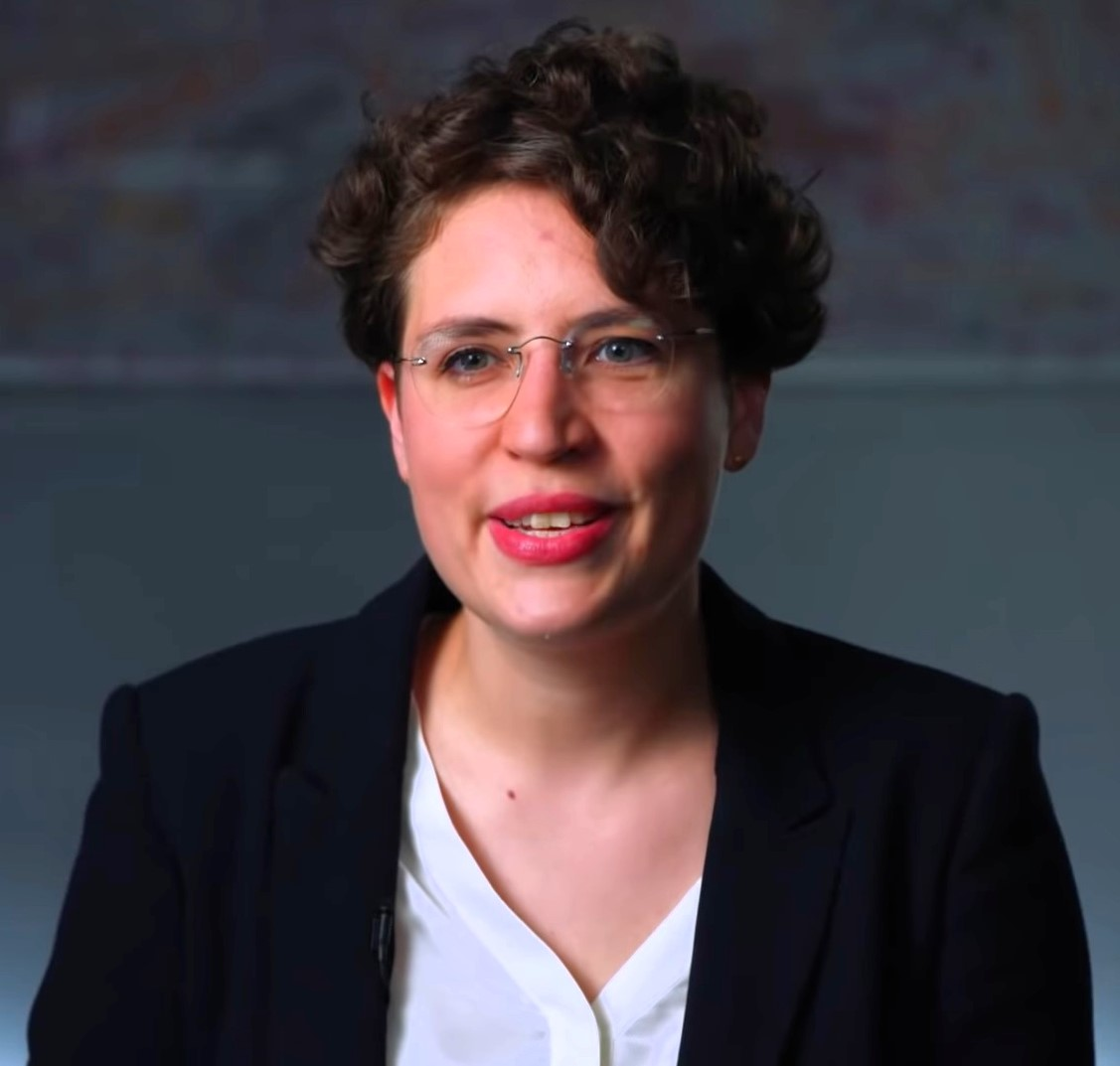
Isabella M. Weber en "New Economic Thinking" durante la conferencia "How China Escaped Shock Therapy", 2021.

## Formación, carrera académica e investigación

### Formación
Weaber es hija de una maestra de guardería y un sacristán. Asistió a una de las Escuelas Waldorf y posteriormente aprobó el Abitur en un Gymnasium. Tras su Voluntariado en una Escuela Internacional de Bangkok y durante el Golpe de Estado en Tailandia de 2006, realizó unas prácticas en la filial local de la Fundación Friedrich Ebert.
Después de la licenciatura en Derecho en la Universidad Humboldt inició su carrera académica con una beca de investigación en ciencias sociales financiada por la Fundación de Estudios del Pueblo Alemán (Studienstiftung des deutschen Volkes) en favor de una licenciatura en ciencias políticas, con especialización en economía, en la Freie Universität Berlin de 2010 a 2012, como parte de la cual también completó una formación lingüística en el "Centro de Lengua China" como auditor invitado en la Universidad de Pekín de 2010 a 2011. A continuación, en 2015, cursó un Máster en Economía en New School for Social Research de Nueva York.
En 2018 logro el grado de Doctor (PhD) en Estudios sobre desarrollo en el College Peterhouse de la Universidad de Cambridge con el tema "La huida de China del 'Big-Bang': El debate sobre la reforma de precios de los años ochenta en perspectiva histórica" (China's Escape from the 'Big-Bang': The 1980s Price Reform Debate in Historical Perspective). Obtuvo otro doctorado con la Tesis Ensayos sobre teorías del dinero y el comercio internacional, de nuevo en New School for Social Research.
De 2017 a 2019, fue profesora titular de Economía en el College Goldsmiths de la Universidad de Londres. En 2019 se trasladó a la Universidad de Massachusetts Amherst ocupando una cátedra adjunta de Economía, donde también se convirtió en directora de investigación de Estudios sobre China en el "Instituto de Investigación de Economía Política".
Para Jamaal Bowman y otros, actuó como experto para el Congreso de los Estados Unidos. Weber es miembro de la "Comisión Independiente de Expertos sobre Gas y Calor" (Comisión de Precios del Gas) del "Ministerio Federal de Economía y Protección del Clima" (BMWK). Trabajó en la "Economía de emergencia"  junto a Berggruen Institute en el curso 2022/2023 en Los Ángeles.

### Labor académica e investigación
La labor académica de Weber se ha centrado en la economía política de China, el comercio internacional, la historia del pensamiento económico y la teoría monetaria y de los precios. Ha publicado una docena de artículos en revistas especializadas y capítulos de libros sobre estos temas. También ha concedido entrevistas como experta a la BBC y publicado artículos en periódicos como The Guardian, Jacobin y Pandora Magazine. Desde 2014, también ha impartido conferencias como invitada en Alemania, UK, USA, China, Austria y ha presentado ponencias en congresos.

## Cómo China escapó a la terapia de choque neoliberal
En su primer libro How China Escaped Shock Therapy: The Market Reform Debate ("Cómo China escapó a la terapia de choque: El debate sobre la reforma del mercado") describe cómo se produjo la apertura gradual de China al mercado y cómo facilitó el ascenso del país sin una asimilación completa al neoliberalismo global. Se centra en el discurso en torno a las diversas opciones de reforma de la economía tras el final de la era de Mao Zedong. El debate se había planteado entre destruir el sistema socialista mediante una terapia de choque o utilizar las instituciones de la economía planificada como creadoras del mercado. Weber ve en esta decisión una base decisiva para la expansión económica de China en comparación con la economía rusa, que quedó en barbecho como resultado de la terapia de choque. Basándose en una amplia investigación, que incluye entrevistas con actores clave chinos e internacionales y con representantes del Banco Mundial, así como en documentos inéditos, el libro traza el debate que, en última instancia, permitió a China emprender un camino de reindustrialización gradual. No sólo ilumina la transformación de la década de 1980, sino que también muestra los fundamentos intelectuales de las relaciones entre el Estado y el mercado en la China de la era de la reforma. La edición alemana se publicó con el título Das Gespenst der Inflation. Cómo China escapó a la terapia de choque en abril de 2023.

## Controles estratégicos de precios para dominar la inflación
En referencia a sus también históricos planteamientos de política económica, en diciembre de 2021 argumentó que los controles estratégicos de precios podrían ayudar a controlar la inflación en situaciones de estrangulamiento. Weber señala, en particular, el éxito de la administración Roosevelt en el control de la inflación tras la Segunda Guerra Mundial. En repetidas ocasiones, otros economistas como el Consejo de Asesores Económicos de la Casa Blanca (Estados Unidos) describieron la situación económica en la posguerra y durante la pandemia de COVID-19 como estructuralmente muy comparables.

### Polémica con Krugman
Con ello presentó, sobre todo, una alternativa a las medidas macroeconómicas convencionales, como el endurecimiento de la política monetaria, que suscitó críticas por muchos lados, especialmente desde el lado neoliberal. Pocos días después, a finales del mes de diciembre de 2021, el Premio Nobel de Economía Paul Krugman criticó la tesis de Weber, señalando que las cadenas de suministro en particular eran responsables del aumento de los precios y que una normalización de la situación económica mundial estabilizaría automáticamente la inflación. Sin embargo, los datos publicados en mayo de 2022 que mostraban que los problemas de las cadenas de suministro causaban sólo el 38% de la inflación apoyaban la tesis de Weber. La hostilidad poco objetiva de Krugman se convirtió en motivo para los debates sobre el tratamiento estructuralmente despectivo de la mujer en la economía. En un artículo publicado en el The New York Times de septiembre de 2022, Krugman revisó sus opiniones sobre la propuesta de Weber y defendió la utilidad de los controles de precios en Europa.

### Control de precios de energía fósiles en Alemania
Para aplicar en Alemania, Isabella Weber y Sebastian Dullien plantearon específicamente una ley de protección de los precios de la energía, concretamene del gas y la electricidad. Tras las críticas masivas iniciales, su postura encontró cada vez más apoyo cuando las primeras cifras oficiales demostraron que la subida de precios no sólo se debía a problemas de aprovisionamiento, sino también en gran medida al aumento de beneficios de las petroleras y que, incluso cuando los precios de aprovisionamiento bajaban, las empresas mantenían los precios artificialmente altos para aumentar sus beneficios. Además, las investigaciones de la "Oficina Federal de Cárteles de Alemania" confirmó que los beneficios se derivaron de esta práctica, que también atrajo la atención pública y la aprobación de la propuesta de Weber y Dullien de poner un tope estratégico al precio del gas, sobre todo porque las energías fósiles eran un motor decisivo de la inflación.

## Los beneficios empresariales como motor de la inflación
En el contexto de la inflación, Weber también señaló el papel de la codicia empresarial. Según ella, la esperanza de mayores beneficios que podrían pagarse a accionistas, accionistas, directivos, etc. es una de las razones más importantes de la subida de precios y la inflación. Tras las duras críticas iniciales, también esta tesis encontró apoyos y pruebas. El impacto de la pandemia en la economía estadounidense se hizo más pronunciado en el discurso económico cuando en mayo de 2022 se publicaron cifras que mostraban que el aumento de los beneficios empresariales era responsable de alrededor del 54% de la inflación en Estados Unidos, incluso durante la pandemia. Éstos estaban relacionados principalmente con el aumento de los márgenes de beneficio. Los efectos externos reales, como los problemas de la cadena de suministro, sólo fueron responsables del 38% de las subidas de precios. Los costes laborales unitarios, es decir, el aumento de los salarios, fueron incluso responsables de sólo el 8% de la inflación en el periodo analizado.
En el contexto de las cifras correspondientes, su teoría también proporcionó nuevas bases para los debates sobre los aumentos salariales, rechazados sobre todo por el bando neoliberal para evitar una espiral de aumento de los precios salariales y de la inflación. La atención se desvía cada vez más de los riesgos del aumento de los costes laborales unitarios (impacto del 8 %) y se centra en la codicia empresarial (54 % de influencia en los precios) permitió un debate que benefició a las ayudas a las rentas bajas, especialmente afectadas por la subida de precios. Los beneficios de las empresas estadounidenses, por ejemplo, habían crecido hasta su nivel más alto en 70 años. mientras que los salarios apenas han aumentado y las mayores empresas estadounidenses habían aumentado sus beneficios una media del 50% durante la pandemia.

## Premios
- 2018 - Warren Samuels Prize for Interdisciplinary Research in History of Economic Thought and Methodology por su trabajo sobre el auge de la economía en la historia reciente de China.[28]
- 2019 - Ground-breaking Subject Matter Accolade de la International Convention of Asia Scholars.
- 2021 - "International Studies Association Best Interdisciplinary Book Award" y el "Joan Robinson Prize 2021", entre otros, por su libro "How China Escaped Shock Therapy: The Market Reform Debate".[29] El libro también se incluyó en varias listas de los más importantes o mejores de 2021. Por ejemplo, se incluyó en las listas del Financial Times, Foreign Policy, Project Syndicate, ProMarket y Folha de S. Paulo.

## Selección de publicaciones
Artículos de revistas revisadas por pares
- 2021 - I.M. Weber: “Markets and Socialism in China: von Mises in China’s Market Reform Debate,” accepted at Journal of the History of Ideas.
- 2020 - Shaikh, A. and I.M. Weber: “The U.S.-China Trade Imbalance and the Theory of Free Trade: Debunking the Currency Manipulation Argument,” International Review of Applied Economics, doi 10.1080/02692171.2020.1814221. Chinese translation: 《中美贸易失衡与自由贸易理论: 对汇率操纵论的批判》中国社会科学内部文稿 2020 年第 5 期。
- 2020 - Weber, I.M.: “Origins of China’s Contested Relation with Neoliberalism: Economics, the World Bank, and Milton Friedman at the Dawn of Reform.” Global Perspectives 1(1), 12271. doi 10.1525/gp.2020.12271.
- 2020 - Weber, I.M.: „Das westdeutsche und das chinesische »Wirtschaftswunder«: Der Wettstreit um die Interpretation von Ludwig Erhards Wirtschaftspolitik in Chinas Preisreformdebatte der 1980er-Jahre“, Jahrbücher Historische Kommunismusforschung, 2020, 55-69.
- 2020 - Semieniuk, G. and I.M. Weber: “Inequality in Energy Consumption: Statistical Equilibrium or a Question of Accounting Conventions?,” The European Physical Journal Special Topics, 229, 1705–1714, doi 10.1140/epjst/e2020-900125-5.
- 2019 - Weber, I.M.: “On the necessity of money in an exchange-constituted economy: the cases of Smith and Marx,” Cambridge Journal of Economics, 42(6), 1459–1483, doi 10.1093/cje/bez038.
- 2019 - Weber, I.M. and G. Semieniuk: “China and American Radical Political Economists: From Great Hopes to Disillusionment,” Research in the History of Economic Thought and Methodology, 37A, 31-63, doi 10.1108/S0743-41542019000037A005 (Winner of the Warren Samuels Prize for Interdisciplinary Research in the History of Economic Thought and Methodology).
- 2016 - Velupillai, K.V. and I.M. Weber: “Reflections on B P Adarkar’s ‘Years of High Theory’ (1934–1941)”, Economic and Political Weekly, 51(14), April 2.

Monografías
- 2021 - Weber, I.M.: How China Escaped Shock Therapy: The Market Reform Debate. London, New York: Routledge.
  - deutschsprachige Ausgabe: Das Gespenst der Inflation. Wie China der Schocktherapie entkam. Aus dem Englischen von Stephan Gebauer, suhrkamp, Berlin 2023, ISBN 978-3-518-43127-6.

Colaboraciones en antologías
- Weber, I.M.: “China’s Bureaucratic Tradition of Price Regulation through Market Participation: Guanzi and the Contrast with Ancient Greek Economic Thought,” Schefold, B., and I. Amelung (Eds.), Chinese and European Economic Thought, London and Oxon: Routledge (forthcoming).
- Weber, I.M.: “Ordoliberal Roots of Shock Therapy: The German ‘Economic Miracle’ in China’s 1980s Reform Debate,” Slobodian, Q. and D. Plehwe (Eds.), Market Prophets from the Margins: Neoliberals East and South, New York: Zone Books.
- Weber, I.M. (2018): “China and Neoliberalism: Moving Beyond the China Is/Is Not Neoliberal Dichotomy,” Cooper, M., D. Cahill, and M. Konings (Eds.), SAGE Handbook of Neoliberalism, London: Sage Publications, S. 219–233.